# Schorrenberg (Wüstung)

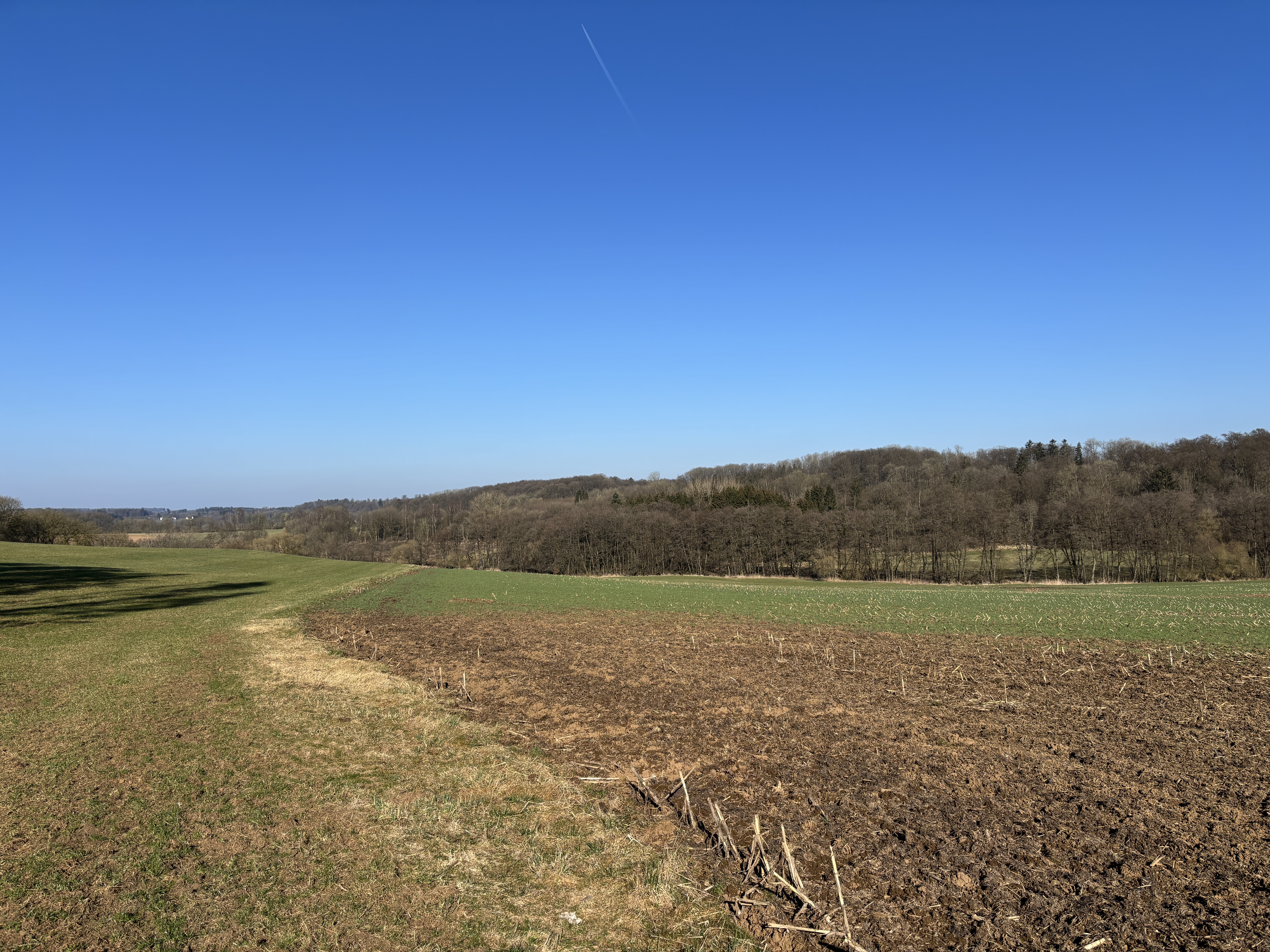
Die Wüstung im Jahr 2025

Schorrenberg ist eine Wüstung im heutigen Gemeindegebiet von Seck im Bundesland Rheinland-Pfalz. Der Ort ist vermutlich seit den 1630er-Jahren wüst.

## Geografische Lage
Schorrenberg lag zwischen Seck und Hellenhahn-Schellenberg, westlich der heutigen K51 zwischen beiden Dörfern. 1628 und 1688 bildete das „Schorenberger Löhgen“ bzw. „Scharrenberger Löhe“ die Grenze zu Hellenhahn. 1638 wird die Grenze des Dorfes
„von dem Weg zwischen ‚Stöcker Eichwäldtgen‘ und ‚Scharenberger Löhgen‘ den Bach herunter bis an den Pottumer Mühlenweg, den Weg hinauf bis an Secker Gerechtigkeit und den Fußpfad von Rennerod nach Westerburg und den Pfad hinauf bis wieder ans ‚Stöcker Eichwäldtgen‘
beschrieben.
1819 ragt das „Scharnberger Feld“ nördlich vom Großen Secker Weiher ein wenig über die Straße nach Osten.

## Name
Der Ort begegnet im Laufe der Zeit in verschiedenen Schreibweisen:
Schorrenberg wird 1274 als „Schurrinberg“, 1366 als „Schorrenburgh“ (Erwähnung im 18. Jh.), 1446 und 1544 als „Schorrenberg“, 1573 als „Scharnberg nechest Heene“, 1582 als „Schorrnberg“, 1587 und 1611 als „Schornberg“, Ende des 16. Jh. als „Schormberg“, 1597 als „Scharnberg“, 1606 als „Scharnberge“ und 1638 als „Scharenberg“ erwähnt.

## Geschichte
Ursprünglich war Schorrenberg Teil des Kirchspiels Gemünden. 1598 wurde es nach Höhn, 1614 nach Rennerod eingepfarrt.
Der Ort ist im Zusammenhang von Zahlungen nachweisbar, so etwa einer Überweisung von 3 Gulden Rente im Jahr 1724 durch Heinrich Herr von Westerburg an das Kloster Seligenstatt oder im Zusammenhang der Übertragung von 17½ Schilling und vier Hühnern im Jahr 1366 durch Johann von Westerburg an den von ihm gestifteten Katharinenaltar im Stift Gemünden.
Im Jahr 1516 sollen in Schorrenberg die Grafen von Nassau die Herrschaft Leiningen-Westerburg zurückgedrängt haben.
Gegen Ende des 16. Jahrhunderts wohnten in Schorrenberg nur noch zwei Familien, die beide westerburgische Leibeigene waren.
Als am 6. Oktober 1638 die inzwischen allesamt in Nachbardörfern wohnenden Erben des Dorfes Fürst Johann Ludwig von Nassau-Hadamar die gesamte Flur für rückständige Steuern, Kontributionen, Zehnten und Bede überließen, war Schorrenberg bereits nicht mehr bewohnt. Die Fläche wurde allerdings weiter bewirtschaftet: 1652 werden die Schorrenberger Güter von den Hofleuten zu Seck geackert, die Weide wurde gemeinsam vom Klosterhof und dem Hof Dapprich genutzt.
Nach dem Schorrenberger Hubenregister von 1664 entrichteten damals 33 Erben einen Hubenhafer an Leiningen-Westerburg. Noch 1676 und 1685 erhob Leiningen-Westerburg Anspruch auf den Zehnten, der nach Nassau-Hadamar abgeführt wurde.

## Heutige Spuren
An die Wüstung erinnert heute nur noch die Flurbezeichnung „Scharrenberg“. Weitere Spuren sind nicht mehr erkennbar.